# Freinsheim
Freinsheim település Németországban, Rajna-vidék-Pfalz tartományban. Lakosainak száma 4954 fő (2023. december 31.).

## Népesség
A település népességének változása:
| Lakosok száma | 3630 | 5000 | 4916 | 4898 | 4939 | 4954 |
|               | 1975 | 2017 | 2019 | 2021 | 2022 | 2023 |